# Carl Ferdinand Andresen
Carl Ferdinand Andresen, född 24 juni 1824 i Kristiania, död 14 februari 1890, var en norsk bergmästare.
Andresen var ett av elvas barn till Nicolai Andresen och Engel Johanne Christiane Reichborn. Han var bror till bankiren Nicolay August Andresen (1812–94) och företagaren Johan Henrik Andresen. Han blev 1841 student och tog 1846 mineralogisk ämbetsexamen. År 1849 anställdes han som aspirant vid Kongsbergs silververk och 1850–53 dels som einfahrer, dels som konstituerad bergmästare där. Därefter var han i omkring ett år geschworner i nordanfjällska distriktet och i omkring två och ett halvt år hyttskrivare vid Kongsbergs silververk. Han var därefter föreståndare för det privata intressentskapet Vinoren Sølvverks bergverksdrift från dess inrättande i slutet av 1856 till utgången av 1866. År 1865 utnämndes han till geschworner i östra sunnanfjällska distriktet, blev därjämte 1866 tredje medlem av Kongsbergs silververks direktion och var från 1869 förste eller administrerande direktör vid silververket.
Andresen var från 1863 medlem av Kongsbergs fattigvårdsstyrelse. Han var medlem av flera kungliga kommissioner, nämligen kommissionen angående Kongsbergs silververk med anledning av frågan om återupptagande av gruvan Haus Sachsen  (1865), kommissionen angående ändring i penga-, mynt- och banklagstiftningen (1872) och kommissionen angående ändring i bergverkslagstiftningen (1875, dess ordförande). På Kongsberg var han bland annat medlem av styrelsen 1865–1866, det ena året som dess ordförande. I stortinget var han 1871–1873 Kongsbergs representant och 1881 suppleant.